# Camponotus moderatus
Camponotus moderatus är en myrart som beskrevs av Santschi 1930. Camponotus moderatus ingår i släktet hästmyror, och familjen myror. Inga underarter finns listade.